# Bertya mollissima
Bertya mollissima là một loài thực vật có hoa trong họ Đại kích. Loài này được Blakely mô tả khoa học đầu tiên năm 1941.